# Círvia
La círvia, cèrvia, cerviola o cirviola (Seriola dumerili) és un peix de l'ordre dels perciformes, de cos anàleg al dels escòmbrids i de color gris blavós amb parts laterals i inferiors grises argentades. La forma jove rep el nom de verderol.

## Noms populars
Vegeu https://ca.wiktionary.org/wiki/c%C3%A8rvia.

## Morfologia
Té un cos fusiforme, allargat i lleugerament comprimit de talla: màxima 190 cm, comuna entre 30 i 50 cm, cobert d'escates molt petites i cicloides (llises). La línia lateral acaba en una carena ben visible. Té dos solcs transversals (dorsal i ventral) i un rostre cònic. Boca relativament petita, lleugerament obliqua i terminal amb dents molt petites, en banda, i a cada maxil·lar d'onze a dinou branquispines totals al primer arc branquial. Té dues aletes dorsals, la primera formada per espines curtes i la segona amb una espina i la resta per radis tous. L'anal, relativament, curta amb tres espines, tot i que les dues primeres són sovint poc visibles i queden incloses a la pell. Les pectorals són més curtes que les ventrals. La caudal és forcada i potent.
La coloració varia amb l'edat; els exemplars molt joves llueixen cinc o sis bandes verticals fosques que no envaeixen les membranes interradials de la segona aleta dorsal i de l'anal; el color general del fons sempre daurat. Els adults tenen el dors de color oliva, els flancs argentats i el ventre blanquinós. Quan l'animal està excitat, presenta una barra nucal fosca que va des de l'ull fins a l'origen de la dorsal i una línia daurada poc aparent que corre, longitudinalment, de cap a cua.

## Comportament
Espècie pelàgica i demersal. Viu entre 20 i 70 m, però pot arribar fins als 360 m. Els joves són associats amb objectes flotants.

Exemplar de círvia.

## Alimentació
S'alimenta de petits peixos i invertebrats (crustacis i cefalòpodes).

## Reproducció
Desova a les aigües costaneres de maig a juny.

## Distribució geogràfica
Es troba a tota la Mediterrània (excepte a l'Adriàtic i a la mar Negra). A l'Atlàntic Oriental des del sud de les Illes Britàniques (on és rara) fins al Marroc. Probablement, es tracta d'una espècie cosmopolita circumglobal present des de Nova Escòcia al Brasil, Golf d'Aràbia, Austràlia, el Japó i les Illes Hawaii.

## Pesca
Pesca semiindustrial, artesanal i esportiva (pesca submarina). Es captura amb soltes, morunes, tremalls, teranyines i curricà. La seua pesca no està regulada ni té talla mínima legal.